# Нефтеразведка (Иркутская область)
Нефтеразведка — упразднённый посёлок в Осинском районе Усть-Ордынского Бурятского округа Иркутской области России. После 2016 года включен в состав посёлка Бильчир

## География
Находится в примерно 28 км к северо-западу от районного центра, села Оса.

### Внутреннее деление
Состоит из 6 улиц:
- Геологическая
- Молодёжная
- Полевая
- Строительная
- Трактовая
- Шерстобитова

## Население
| 2002 | 2010 | 2011 | 2012 |
| ---- | ---- | ---- | ---- |
| 399  | ↘245 | →245 | ↘243 |

Согласно результатам переписи 2002 года, в национальной структуре населения русские составляли 68 %, буряты — 28 %.